# Kieran Conry
Kieran Thomas Conry (ur. 1 lutego 1950 w Coventry) – brytyjski duchowny rzymskokatolicki, biskup diecezjalny Arundel i Brighton w latach 2001-2014.

## Życiorys
Święcenia kapłańskie przyjął 19 lipca 1975 w archidiecezji Birmingham. 8 maja 2001 papież Jan Paweł II mianował go biskupem Arundel i Brighton. Sakry udzielił mu 9 czerwca 2001 kardynał Cormac Murphy-O’Connor, ówczesny arcybiskup metropolita Westminsteru i katolicki prymas Anglii i Walii, a zarazem jego poprzednik na stanowisku biskupa Arundel i Brighton.
We wrześniu 2014 przyznał się do zdrady przyrzeczeń kapłańskich. Papież przyjął jego rezygnację 4 października 2014.